# Maiacetus
Maiacetus („velrybí matka“) byl rod eocenního kytovce, žijícího asi před 47 miliony let na území dnešního Pákistánu. Tento taxon byl popsán v roce 2009 na základě objevu dvou exemplářů, z nichž jeden byl zřejmě gravidní samicí s plodem v těle (odtud název). Pokud je tomu tak opravdu, jedná se o první příklad kostřičky plodu u archeocéta (pravelryby). Pozice plodu (hlava jdoucí první) nasvědčuje porodům, probíhajícím spíše na souši.
Jediný dnes známý druh M. inuus byl středně velkým semiakvatickým (obojživelným) tvorem o délce 2,6 metru a průměrné hmotnosti asi 280–390 kg.